# Telmatoscopus mongolianus
Telmatoscopus mongolianus és una espècie d'insecte dípter pertanyent a la família dels psicòdids que es troba a Àsia: Mongòlia.